# Dear Teardrop
「Dear Teardrop」は、Mia REGINAの5枚目のシングル。2018年02月28日にLantisから発売された。

## 概要
表題曲「Dear Teardrop」は、切なくも甘酸っぱい恋の瞬間を切り取ったミディアムチューンで、TVアニメ『citrus』ED主題歌に起用。TVサイズとシングル収録ver.とでは、歌詞のパート割りが違っている。
「中学生が憧れる高校生の恋愛みたいなかわいらしい感じ」とディレクションを受け、原作のテーマを汲み取りつつ、3人それぞれの純愛っぽさをイメージしながらレコーディングに臨んだ。曲の雰囲気に合わせ、手を繋いだり距離を離したりと百合っぽさを醸し出す振り付けになっている。
また、 カップリング曲の「DREAMER'S PAIN」はスマホアプリ『ブレイドスマッシュ』の主題歌に抜擢。"Mia REGINAじゃないと歌えない"襲い掛かってくるような掛け合いで、疾走感があり、メンバーも観客も盛り上がる曲にしたい、という意図のもと作曲された。

## 収録曲
1. Dear Teardrop [4:35]
作詞：こだまさおり　作曲・編曲：渡辺和紀
2. DREAMER'S PAIN [4:30]
作詞：畑亜貴　作曲・編曲：菊田大介（Elements Garden）
3. Dear Teardrop（Instrumental）
4. DREAMER'S PAIN（Instrumental）